# Fabrizio Poletti
Fabrizio Poletti (Bondeno, 23 de junho de 1936) é um ex-futebolista italiano que atuava como defensor.
Ele é lembrado por sua carreira no Torino, onde jogou por nove temporadas e venceu a Coppa Itália por duas vezes. Ele também representou a seleção italiana e foi membro da equipe que chegou à final da Copa do Mundo de 1970.

## Carreira

### Clubes
Nascido em Bondeno, na província de Ferrara, Poletti é lembrado principalmente por seu longo período como jogador do Torino (1962-71). Ele fez sua estréia no clube em 21 de outubro de 1962, em uma derrota fora de casa por 1 a 0 para o Genoa na Serie A. Durante suas nove temporadas em Turim, ele fez 275 jogos oficiais no clube (224 jogos na Serie A, com 18 gols, 37 jogos na Copa da Itália, com 4 gols e 14 jogos em competições europeias, com 1 gol, além de 10 jogos amistosos), perfazendo o total de 285 jogos, marcando 23 gols e sendo o 14º jogador que mais vestiu a camisa do clube.
Durante seu tempo no clube, ele também foi o cobrador oficial de pênaltis, apesar de ser um defensor, o que lhe permitiu contribuir com vários gols ao longo de sua carreira.
Poletti também jogou no Cagliari (1971-74) e, posteriormente, na Sampdoria, onde terminou sua carreira no final da temporada 1974-1975. No total, ele passou 13 temporadas na Serie A, fazendo 294 partidas e marcando 20 gols.

### Seleção
Poletti jogou 6 vezes pela seleção italiana entre 1965 e 1970, fazendo sua estréia em 16 de junho de 1965 contra a Suécia. Sua partida mais importante na seleção foi na semifinal da Copa do Mundo de 1970 contra a Alemanha Ocidental, o jogo que ficou conhecido como "o jogo do século", apesar de seu bom desempenho, ele e o goleiro italiano Albertosi são frequentemente responsabilizados pelo gol de Gerd Müller, devido a um desentendimento entre os dois jogadores. A Itália chegou à final do torneio, mas foi derrotada por 4 a 1 pelo Brasil.

## Vida Pessoal
Poletti tem dois filhos (Marco e Erika), três netos (Milena, Fabiola e Martina) e dois bisnetos (Samuele e Zoe). Na noite de 15 de outubro de 1967, em Turim, ele foi atropelado por um carro e sofreu uma pequena lesão em sua perna; seu amigo e companheiro de equipe Gigi Meroni, que estava com ele foi morto no acidente.

## Títulos
Torino
- Coppa Italia: 1967–68, 1970–71